# Lathyrisme
Lathyrisme of neurolathyrisme is een neurologische ziekte die voorkomt bij mensen en gedomesticeerde dieren, die wordt veroorzaakt door het eten van bepaalde planten uit het geslacht Lathyrus. Dit probleem wordt voornamelijk geassocieerd met Lathyrus sativus en in mindere mate met Lathyrus cicera.
De consumptie van grote hoeveelheden zaden van Lathyrus met een hoge dosis van het neurotoxine bèta-oxalyl-L-alfa, beta-diaminopropionzuur (oxalyldiaminopropionzuur (ODAP)) veroorzaakt verlamming, zich uitend in krachtsverlies tot volledige verlamming van de benen.
De ziekte komt voor in sommige gebieden in Bangladesh, Ethiopië, India en Nepal.
De ziekte komt vaker voor bij mannen dan bij vrouwen, omdat vrouwelijke hormonen enige bescherming lijken te bieden. De oorzaak van de ziekte wordt toegeschreven aan bèta-aminopropionitriel (BAPN), dat het koper-bevattende enzym lysyl-oxidase remt, dat verantwoordelijk is voor het aanleggen van kruisverbindingen tussen pro-collageen en pro-elastine.
Gedurende het bewind van Francisco Franco in Spanje waren er verschillende uitbraken van lathyrisme, wat werd veroorzaakt door gebrek aan voedsel waardoor mensen grote hoeveelheden lathyrusmeel gingen consumeren. De ziekte was al eerder voorgekomen gedurende de Spaanse Onafhankelijkheidsoorlog tegen Napoleon Bonaparte in Madrid. Deze gebeurtenis was het onderwerp van een van Francisco Goya’s aquatint-etsen met de titel Gracias a la Almorta (Dank aan het Lathyrusmeel) die slachtoffers van lathyrisme uitbeeldt.
Recent is er een verwante ziekte ontdekt die osteolathyrisme is genoemd omdat het de botten en bindweefsels aantast in plaats van het zenuwstelsel. Het is een aandoening van het skelet die gepaard kan gaan met hernia van de rug, aortadissectie, kreupelheid van de voorpoten, exostosen, kyfoscoliose en andere skeletvervormingen, waarschijnlijk als gevolg van een gestoorde aanmaak van het bindweefsel.